# Orange (Wisconsin)
Orange – miasto w Stanach Zjednoczonych, w stanie Wisconsin, w hrabstwie Juneau.